# Seznam ocenění a nominací Ryana Goslinga

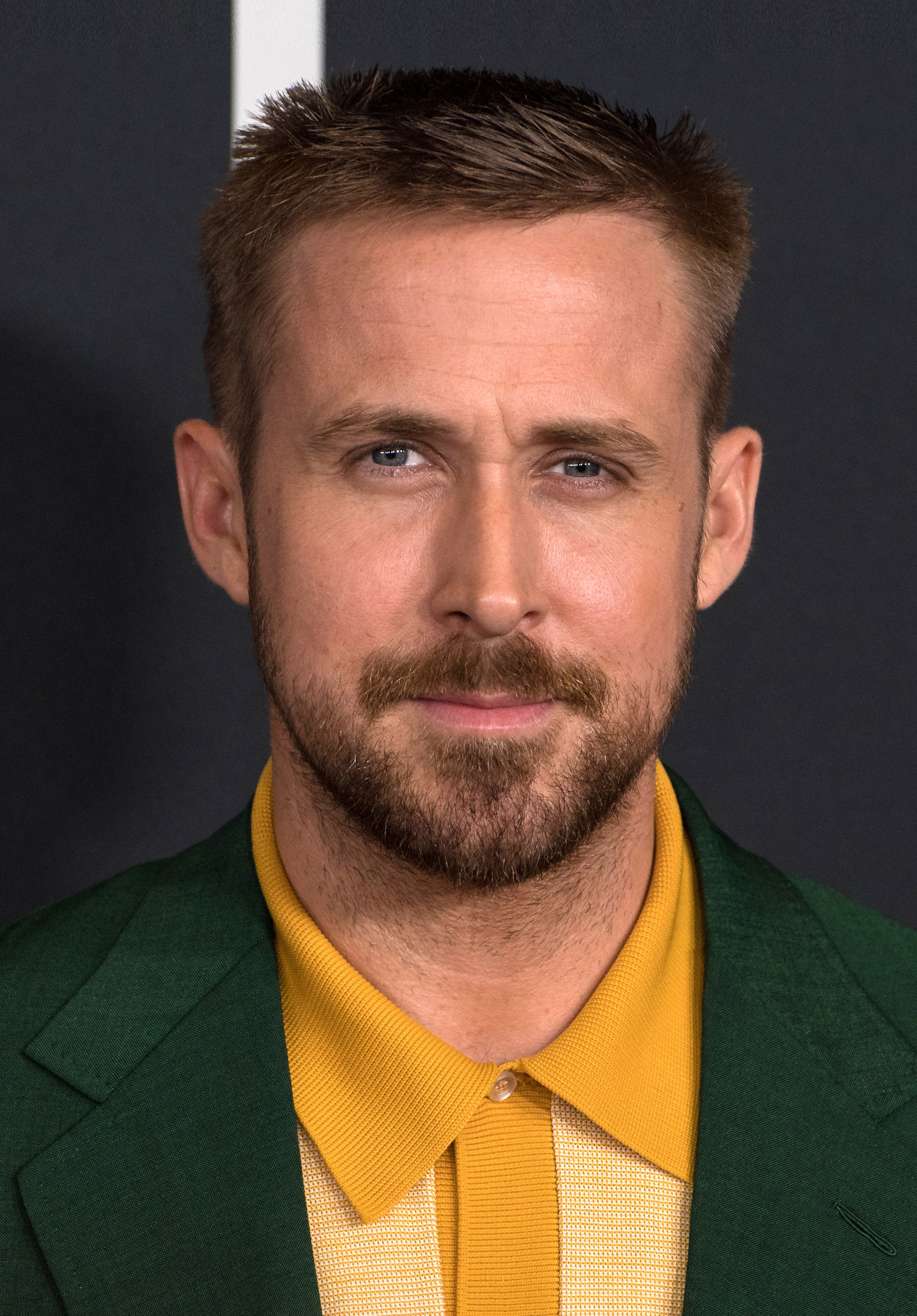
Ryan Gosling

Kanadský herec Ryan Gosling získal v průběhu své kariéry mnoho ocenění a nominací. 
Do povědomí širšího publika se dostal v roce 2004 hlavní rolí v romantickém dramatu Zápisník jedné lásky, za který získal čtyři Teen Choice Awards a Filmovou cenu MTV. Za svůj výkon drogově závislého učitele ve filmu Half Nelson (2006) získal Independent Spirit Award a byl nominován na Critics' Choice Movie Award, Satellite Award, Cenu Sdružení filmových a televizních herců a Oscara za nejlepšího herce v hlavní roli. Ve věku 26 let se stal, v té době, sedmým nejmladším člověkem, který byl nominován v této kategorii na Oscara. Jeho výkon samotáře ve filmu Lars a jeho vážná známost (2007) mu vynesl Satellite Award a obdržel nominace na Critics' Choice Movie Award, Zlatý glóbus a Cenu Sdružení filmových a televizních herců.
Po tříleté herecké přestávce si Gosling zahrál v romantickém dramatu Blue Valentine. Za svůj výkon zdrceného manžela získal nominace na Critics' Choice Movie Award, Zlatý glóbus a Satellite Award. Rok 2011 byl pro Goslinga přelomový, protože se objevil ve třech mainstreamových filmech – romantické komedii Bláznivá, zatracená láska, kriminálním thrilleru Drive a politickém dramatu Den zrady – a obdržel dvě nominace na Zlatý glóbus. Za výkon řidiče ve filmu Drive získal druhou Satellite Award a byl nominován na cenu Critics' Choice Movie Award a Independent Spirit Award.
V roce 2016 účinkoval v muzikálu La La Land, kde ztvárnil hlavní roli jazzového pianisty. Za svůj výkon získal Zlatý glóbus za nejlepšího herce (komedie / muzikál) a obdržel nominace na Oscara, cenu BAFTA, Critics' Choice Movie Award a Cenu Sdružení filmových a televizních herců.
V roce 2023 ztvárnil roli Kena ve fantasy filmu Barbie, která se stala nejvýdělečnějším filmem daného roku. Role mu vynesla nominace na Oscara, Zlatý glóbus, cenu BAFTA, Critics' Choice Movie Award a Cenu Sdružení filmových a televizních herců za nejlepšího herce ve vedlejší roli; za roli také získal mnoho cen kritiků.

## Hlavní asociace

### Cena Sdružení filmových a televizních herců
| Rok  | Kategorie                                      | Nominované dílo           | Výsledek | Ref.  |
| ---- | ---------------------------------------------- | ------------------------- | -------- | ----- |
| 2007 | Nejlepší mužský herecký výkon v hlavní roli    | Half Nelson               | nominace | [ 1 ] |
| 2008 | Nejlepší mužský herecký výkon v hlavní roli    | Lars a jeho vážná známost | nominace | [ 1 ] |
| 2016 | Nejlepší výkon obsazení                        | Sázka na nejistotu        | nominace | [ 1 ] |
| 2017 | Nejlepší mužský herecký výkon v hlavní roli    | La La Land                | nominace | [ 1 ] |
| 2023 | Nejlepší mužský herecký výkon ve vedlejší roli | Barbie                    | nominace | [ 2 ] |
| 2023 | Nejlepší výkon obsazení                        | Barbie                    | nominace | [ 2 ] |

### Filmová cena Britské akademie
| Rok  | Kategorie                       | Nominované dílo | Výsledek | Ref.  |
| ---- | ------------------------------- | --------------- | -------- | ----- |
| 2017 | Nejlepší herec v hlavní roli    | La La Land      | nominace | [ 3 ] |
| 2023 | Nejlepší herec ve vedlejší roli | Barbie          | nominace | [ 4 ] |

### Oscar
| Rok  | Kategorie                       | Nominované dílo | Výsledek | Ref.  |
| ---- | ------------------------------- | --------------- | -------- | ----- |
| 2007 | Nejlepší herec                  | Half Nelson     | nominace | [ 5 ] |
| 2017 | Nejlepší herec                  | La La Land      | nominace | [ 6 ] |
| 2023 | Nejlepší herec ve vedlejší roli | Barbie          | nominace | [ 7 ] |

### Zlatý glóbus
| Rok  | Kategorie                          | Nominované dílo           | Výsledek  | Ref.   |
| ---- | ---------------------------------- | ------------------------- | --------- | ------ |
| 2008 | Nejlepší herec (komedie / muzikál) | Lars a jeho vážná známost | nominace  | [ 8 ]  |
| 2011 | Nejlepší herec (drama)             | Blue Valentine            | nominace  | [ 8 ]  |
| 2012 | Nejlepší herec (drama)             | Den zrady                 | nominace  | [ 8 ]  |
| 2012 | Nejlepší herec (komedie / muzikál) | Bláznivá, zatracená láska | nominace  | [ 8 ]  |
| 2017 | Nejlepší herec (komedie / muzikál) | La La Land                | vítězství | [ 9 ]  |
| 2023 | Nejlepší herec ve vedlejší roli    | Barbie                    | nominace  | [ 10 ] |

## Ostatní ocenění a nominace

### AACTA Awards
| Rok  | Kategorie                               | Nominované dílo | Výsledek  | Ref.   |
| ---- | --------------------------------------- | --------------- | --------- | ------ |
| 2011 | Nejlepší herec v hlavní roli            | Den zrady       | nominace  |        |
| 2016 | Nejlepší herec v hlavní roli            | La La Land      | nominace  | [ 11 ] |
| 2024 | Nejlepší filmový herec ve vedlejší roli | Barbie          | vítězství | [ 12 ] |

### Critics' Choice Awards
| Rok  | Kategorie                       | Nominované dílo           | Výsledek | Ref.   |
| ---- | ------------------------------- | ------------------------- | -------- | ------ |
| 2007 | Nejlepší herec                  | Half Nelson               | nominace |        |
| 2008 | Nejlepší herec                  | Lars a jeho vážná známost | nominace |        |
| 2010 | Nejlepší herec                  | Blue Valentine            | nominace |        |
| 2011 | Nejlepší herec                  | Drive                     | nominace | [ 13 ] |
| 2011 | Nejlepší obsazení               | Den zrady                 | nominace | [ 14 ] |
| 2016 | Nejlepší herec                  | La La Land                | nominace | [ 15 ] |
| 2016 | Nejlepší herec v komedii        | Správní chlapi            | nominace | [ 15 ] |
| 2018 | Nejlepší herec                  | První člověk              | nominace | [ 16 ] |
| 2024 | Nejlepší herec ve vedlejší roli | Barbie                    | nominace | [ 17 ] |

### Filmové a televizní ceny MTV
| Rok  | Kategorie                                                             | Nominované dílo           | Výsledek  | Ref.   |
| ---- | --------------------------------------------------------------------- | ------------------------- | --------- | ------ |
| 2004 | Nejlepší polibek ve filmu (spolu s Rachel McAdamsovou)                | Zápisník jedné lásky      | vítězství | [ 18 ] |
| 2011 | Nejvíce strhující výkon ve filmu                                      | Drive                     | nominace  | [ 19 ] |
| 2011 | Nejlepší výkon ve filmu                                               | Drive                     | nominace  | [ 19 ] |
| 2011 | Nejlepší polibek ve filmu (spolu s Emmou Stoneovou)                   | Bláznivá, zatracená láska | nominace  | [ 19 ] |
| 2016 | Nejlepší polibek ve filmu (spolu s Emmou Stoneovou)                   | La La Land                | nominace  | [ 20 ] |
| 2016 | Nejlepší hudební moment (za „City of Stars“, spolu s Emmou Stoneovou) | La La Land                | nominace  | [ 20 ] |

### Independent Spirit Awards
| Rok  | Kategorie                    | Nominované dílo | Výsledek  | Ref.   |
| ---- | ---------------------------- | --------------- | --------- | ------ |
| 2001 | Nejlepší herec v hlavní roli | Svatý boj       | nominace  | [ 21 ] |
| 2006 | Nejlepší herec v hlavní roli | Half Nelson     | vítězství | [ 9 ]  |
| 2011 | Nejlepší herec v hlavní roli | Drive           | nominace  | [ 22 ] |

### National Board of Review Awards
| Rok  | Kategorie                | Nominované dílo    | Výsledek  | Ref.   |
| ---- | ------------------------ | ------------------ | --------- | ------ |
| 2006 | Nejlepší průlomový výkon | Half Nelson        | vítězství | [ 23 ] |
| 2015 | Nejlepší obsazení        | Sázka na nejistotu | vítězství | [ 24 ] |

### People's Choice Awards
| Rok  | Kategorie                      | Nominované dílo              | Výsledek  | Ref.   |
| ---- | ------------------------------ | ---------------------------- | --------- | ------ |
| 2014 | Nejoblíbenější herec v dramatu | Gangster Squad – Lovci mafie | nominace  | [ 25 ] |
| 2016 | Nejoblíbenější herec v dramatu | Správní chlapi               | nominace  | [ 26 ] |
| 2024 | Filmová hvězda roku – muž      | Barbíe                       | vítězství | [ 27 ] |
| 2024 | Komediální hvězda roku – muž   | Barbíe                       | nominace  | [ 27 ] |

### Satellite Awards
| Rok  | Kategorie                               | Nominované dílo           | Výsledek          | Ref.   |
| ---- | --------------------------------------- | ------------------------- | ----------------- | ------ |
| 2006 | Nejlepší herec – drama                  | Half Nelson               | nominace          | [ 28 ] |
| 2007 | Nejlepší herec – komedie / muzikál      | Lars a jeho vážná známost | vítězství         | [ 29 ] |
| 2010 | Nejlepší herec – drama                  | Blue Valentine            | nominace          | [ 30 ] |
| 2011 | Nejlepší herec – drama                  | Drive                     | vítězství         | [ 31 ] |
| 2012 | Nejlepší herec ve vedlejší roli – drama | Za borovicovým hájem      | nominace          | [ 32 ] |
| 2016 | Nejlepší herec – komedie / muzikál      | La La Land                | nominace          | [ 33 ] |
| 2018 | Nejlepší herec – drama                  | První člověk              | nominace          | [ 34 ] |
| 2024 | Nejlepší herec ve vedlejší roli         | Barbíe                    | dosud nevyhlášeno | [ 35 ] |

### Saturn Awards
| Rok  | Kategorie                                               | Nominované dílo   | Výsledek | Ref.   |
| ---- | ------------------------------------------------------- | ----------------- | -------- | ------ |
| 2014 | Nejlepší mužský herecký výkon ve filmu                  | Blade Runner 2049 | nominace | [ 36 ] |
| 2024 | Nejlepší mužský herecký výkon ve vedlejší roli ve filmu | Barbíe            | nominace | [ 37 ] |

### Santa Barbara International Film Festival
| Rok  | Kategorie                      | Nominované dílo           | Výsledek  | Ref.   |
| ---- | ------------------------------ | ------------------------- | --------- | ------ |
| 2007 | Nezávislá cena                 | Lars a jeho vážná známost | vítězství | [ 38 ] |
| 2017 | Cena za nejlepší výkon(y) roku | La La Land                | vítězství | [ 39 ] |
| 2024 | Cena Kirka Douglase            | —                         | vítězství | [ 40 ] |

### Seattle International Film Festival
| Rok  | Kategorie      | Nominované dílo | Výsledek  | Ref. |
| ---- | -------------- | --------------- | --------- | ---- |
| 2006 | Nejlepší herec | Half Nelson     | vítězství |      |

### ShoWest Awards
| Rok  | Kategorie            | Nominované dílo      | Výsledek  | Ref. |
| ---- | -------------------- | -------------------- | --------- | ---- |
| 2004 | Mužská hvězda zítřka | Zápisník jedné lásky | vítězství |      |

### Stockholm International Film Festival
| Rok  | Kategorie      | Nominované dílo | Výsledek  | Ref. |
| ---- | -------------- | --------------- | --------- | ---- |
| 2006 | Nejlepší herec | Half Nelson     | vítězství |      |

### Teen Choice Awards
| Rok  | Kategorie                                            | Nominované dílo      | Výsledek  | Ref.   |
| ---- | ---------------------------------------------------- | -------------------- | --------- | ------ |
| 2004 | Průlomový herec                                      | Zápisník jedné lásky | vítězství | [ 41 ] |
| 2004 | Nejlepší chemie (spolu s Rachel McAdamsovou)         | Zápisník jedné lásky | vítězství | [ 41 ] |
| 2004 | Nejlepší taneční scéna (spolu s Rachel McAdamsovou)  | Zápisník jedné lásky | vítězství | [ 41 ] |
| 2004 | Nejlepší herec v dramatu                             | Zápisník jedné lásky | vítězství | [ 41 ] |
| 2004 | Nejlepší milostná scéna (spolu s Rachel McAdamsovou) | Zápisník jedné lásky | vítězství | [ 41 ] |
| 2004 | Nejlepší polibek (spolu s Rachel McAdamsovou)        | Zápisník jedné lásky | vítězství | [ 41 ] |
| 2007 | Nejlepší herec v thrilleru                           | Okamžik zlomu        | nominace  | [ 42 ] |
| 2017 | Nejlepší herec ve sci-fi                             | Blade Runner 2049    | nominace  | [ 43 ] |

### Village Voice Film Poll
| Rok  | Kategorie      | Nominované dílo | Výsledek  | Ref. |
| ---- | -------------- | --------------- | --------- | ---- |
| 2006 | Nejlepší herec | Half Nelson     | vítězství |      |

## Asociace kritiků
| Rok  | Asociace                                          | Kategorie                                       | Nominované dílo               | Výsledek  | Ref.    |
| ---- | ------------------------------------------------- | ----------------------------------------------- | ----------------------------- | --------- | ------- |
| 2001 | Russian Guild of Film Critics                     | Nejlepší zahraniční herec                       | Svatý boj                     | vítězství |         |
| 2002 | Chicago Film Critics Association                  | Nejslibnější herec                              | Svatý boj a Vzorec pro vraždu | nominace  |         |
| 2006 | Chicago Film Critics Association                  | Nejlepší herec                                  | Half Nelson                   | nominace  |         |
| 2006 | Dallas–Fort Worth Film Critics Association        | Nejlepší herec                                  | Half Nelson                   | nominace  |         |
| 2006 | Národní společnost filmových kritiků              | Nejlepší herec                                  | Half Nelson                   | nominace  |         |
| 2006 | New York Film Critics Circle                      | Nejlepší herec                                  | Half Nelson                   | nominace  |         |
| 2006 | Online Film Critics Society                       | Nejlepší herec                                  | Half Nelson                   | nominace  |         |
| 2006 | St. Louis Film Critics Association                | Nejlepší herec                                  | Half Nelson                   | nominace  |         |
| 2006 | Toronto Film Critics Association                  | Nejlepší herec                                  | Half Nelson                   | nominace  | [ 44 ]  |
| 2006 | Vancouver Film Critics Circle                     | Nejlepší herec                                  | Half Nelson                   | nominace  |         |
| 2007 | Chicago Film Critics Association                  | Nejlepší herec                                  | Lars a jeho vážná známost     | nominace  |         |
| 2007 | St. Louis Film Critics Association                | Nejlepší herec                                  | Lars a jeho vážná známost     | nominace  |         |
| 2010 | Chicago Film Critics Association                  | Nejlepší herec                                  | Blue Valentine                | nominace  | [ 45 ]  |
| 2010 | Detroit Film Critics Society                      | Nejlepší herec                                  | Blue Valentine                | nominace  | [ 45 ]  |
| 2010 | London Film Critics' Circle                       | Herec roku                                      | Blue Valentine                | nominace  | [ 46 ]  |
| 2010 | Online Film Critics Society                       | Nejlepší herec                                  | Blue Valentine                | nominace  | [ 47 ]  |
| 2011 | Denver Film Critics Society                       | Nejlepší herec ve vedlejší roli                 | Bláznivá, zatracená láska     | nominace  |         |
| 2011 | Detroit Film Critics Society                      | Nejlepší herec ve vedlejší roli                 | Bláznivá, zatracená láska     | nominace  | [ 48 ]  |
| 2011 | Dublin Film Critics' Circle                       | Nejlepší herec                                  | Drive                         | nominace  |         |
| 2011 | London Film Critics' Circle                       | Herec roku                                      | Drive                         | nominace  | [ 49 ]  |
| 2011 | St. Louis Film Critics Association                | Nejlepší herec                                  | Drive                         | nominace  | [ 50 ]  |
| 2011 | Women Film Critics Circle                         | Nejlepší herec                                  | Drive                         | nominace  |         |
| 2011 | Women Film Critics Circle                         | Nejlepší herec                                  | Den zrady                     | nominace  |         |
| 2016 | San Diego Film Critics Society                    | Nejlepší komediální výkon                       | Správní chlapi                | vítězství | [ 51 ]  |
| 2016 | Alliance of Women Film Journalists                | Nejlepší herec                                  | La La Land                    | nominace  | [ 52 ]  |
| 2016 | Austin Film Critics Association                   | Nejlepší herec                                  | La La Land                    | nominace  | [ 53 ]  |
| 2016 | Dallas–Fort Worth Film Critics Association        | Nejlepší herec                                  | La La Land                    | nominace  | [ 54 ]  |
| 2016 | Detroit Film Critics Society                      | Nejlepší herec                                  | La La Land                    | nominace  |         |
| 2016 | Florida Film Critics Circle                       | Nejlepší herec                                  | La La Land                    | nominace  | [ 55 ]  |
| 2016 | Houston Film Critics Society                      | Nejlepší herec                                  | La La Land                    | nominace  | [ 56 ]  |
| 2016 | Online Film Critics Society                       | Nejlepší herec                                  | La La Land                    | nominace  |         |
| 2016 | San Diego Film Critics Society                    | Nejlepší herec                                  | La La Land                    | nominace  | [ 57 ]  |
| 2016 | San Francisco Film Critics Circle                 | Nejlepší herec                                  | La La Land                    | nominace  | [ 58 ]  |
| 2016 | St. Louis Film Critics Association                | Nejlepší herec                                  | La La Land                    | nominace  | [ 59 ]  |
| 2016 | Vancouver Film Critics Circle                     | Nejlepší herec                                  | La La Land                    | nominace  | [ 60 ]  |
| 2016 | Washington D.C. Area Film Critics Association     | Nejlepší herec                                  | La La Land                    | nominace  |         |
| 2023 | Alliance of Women Film Journalists                | Nejlepší herec ve vedlejší roli                 | Barbie                        | vítězství | [ 61 ]  |
| 2023 | Astra Film Awards                                 | Nejlepší herec ve vedlejší roli                 | Barbie                        | vítězství | [ 62 ]  |
| 2023 | Atlanta Film Critics Circle                       | Nejlepší herec ve vedlejší roli                 | Barbie                        | vítězství | [ 63 ]  |
| 2023 | Austin Film Critics Association                   | Nejlepší herec ve vedlejší roli                 | Barbie                        | nominace  | [ 64 ]  |
| 2023 | Boston Society of Film Critics                    | Nejlepší herec ve vedlejší roli                 | Barbie                        | vítězství | [ 65 ]  |
| 2023 | Chicago Film Critics Association                  | Nejlepší herec ve vedlejší roli                 | Barbie                        | nominace  | [ 66 ]  |
| 2023 | Chicago Indie Critics                             | Nejlepší herec ve vedlejší roli                 | Barbie                        | nominace  | [ 67 ]  |
| 2023 | Critics Association of Central Florida            | Nejlepší herec ve vedlejší roli                 | Barbie                        | 2. místo  | [ 68 ]  |
| 2023 | Columbus Film Critics Association                 | Nejlepší herecký výkon ve vedlejší roli         | Barbie                        | nominace  | [ 69 ]  |
| 2023 | Denver Film Critics Society                       | Nejlepší herec ve vedlejší roli                 | Barbie                        | vítězství | [ 70 ]  |
| 2023 | DiscussingFilm Critic                             | Nejlepší herec ve vedlejší roli                 | Barbie                        | 2. místo  | [ 71 ]  |
| 2023 | Dublin Film Critics Circle                        | Nejlepší herec                                  | Barbie                        | nominace  | [ 72 ]  |
| 2023 | Family Film Awards                                | Nejlepší herec ve vedlejší roli                 | Barbie                        | nominace  | [ 73 ]  |
| 2023 | Georgia Film Critics Association                  | Nejlepší herec ve vedlejší roli                 | Barbie                        | nominace  | [ 74 ]  |
| 2023 | Greater Western New York Film Critics Association | Nejlepší herec ve vedlejší roli                 | Barbie                        | nominace  | [ 75 ]  |
| 2023 | Gotham Awards                                     | Nejlepší herecký výkon ve vedlejší roli         | Barbie                        | nominace  | [ 76 ]  |
| 2023 | Hawaii Film Critics Society                       | Nejlepší herec ve vedlejší roli                 | Barbie                        | vítězství | [ 77 ]  |
| 2023 | Hollywood Music In Media Awards                   | Píseň – výkon na plátně (za „I'm Just Ken“)     | Barbie                        | nominace  | [ 78 ]  |
| 2023 | Indiana Film Journalists Association              | Nejlepší výkon ve vedlejší roli                 | Barbie                        | nominace  | [ 79 ]  |
| 2023 | Iowa Film Critics Association                     | Nejlepší herec ve vedlejší roli                 | Barbie                        | 2. místo  | [ 80 ]  |
| 2023 | Kansas City Film Critics Circle                   | Nejlepší herec ve vedlejší roli                 | Barbie                        | 2. místo  | [ 81 ]  |
| 2023 | Las Vegas Film Critics Society                    | Nejlepší herec ve vedlejší roli                 | Barbie                        | nominace  | [ 82 ]  |
| 2023 | Latino Entertainment Journalists Association      | Nejlepší herec ve vedlejší roli                 | Barbie                        | nominace  | [ 83 ]  |
| 2023 | London Critics Circle Film Awards                 | Herec ve vedlejší roku                          | Barbie                        | nominace  | [ 84 ]  |
| 2023 | Los Angeles Film Critics Association              | Nejlepší herec ve vedlejší roli                 | Barbie                        | 2. místo  | [ 85 ]  |
| 2023 | Michigan Movie Critics Guild                      | Nejlepší herec ve vedlejší roli                 | Barbie                        | vítězství | [ 86 ]  |
| 2023 | Music City Film Critics Association               | Nejlepší herec ve vedlejší roli                 | Barbie                        | nominace  | [ 87 ]  |
| 2023 | Národní společnost filmových kritiků              | Nejlepší herec ve vedlejší roli                 | Barbie                        | 2. místo  | [ 88 ]  |
| 2023 | New York Film Critics Circle                      | Nejlepší herec ve vedlejší roli                 | Barbie                        | nominace  | [ 89 ]  |
| 2023 | North Carolina Film Critics Association           | Nejlepší herec ve vedlejší roli                 | Barbie                        | nominace  | [ 90 ]  |
| 2023 | North Dakota Film Society                         | Nejlepší herec ve vedlejší roli                 | Barbie                        | nominace  | [ 91 ]  |
| 2023 | North Texas Film Critics Association              | Nejlepší herec ve vedlejší roli                 | Barbie                        | nominace  | [ 92 ]  |
| 2023 | Oklahoma Film Critics Circle                      | Nejlepší herec ve vedlejší roli                 | Barbie                        | vítězství | [ 93 ]  |
| 2023 | Online Association of Female Film Critics         | Nejlepší herec ve vedlejší roli                 | Barbie                        | nominace  | [ 94 ]  |
| 2023 | Online Film Critics Society                       | Nejlepší herec ve vedlejší roli                 | Barbie                        | nominace  | [ 95 ]  |
| 2023 | Phoenix Critics Circle                            | Nejlepší herec ve vedlejší roli                 | Barbie                        | nominace  | [ 96 ]  |
| 2023 | Phoenix Film Critics Society                      | Nejlepší herec ve vedlejší roli                 | Barbie                        | vítězství | [ 97 ]  |
| 2023 | Portland Critics Association                      | Nejlepší herec ve vedlejší roli                 | Barbie                        | vítězství | [ 98 ]  |
| 2023 | San Diego Film Critics Society                    | Nejlepší herec ve vedlejší roli                 | Barbie                        | 2. místo  | [ 99 ]  |
| 2023 | San Diego Film Critics Society                    | Nejlepší komediální výkon                       | Barbie                        | nominace  | [ 99 ]  |
| 2023 | San Francisco Bay Area Film Critics Circle        | Nejlepší herec ve vedlejší roli                 | Barbie                        | nominace  | [ 100 ] |
| 2023 | Seattle Film Critics Society                      | Nejlepší herec ve vedlejší roli                 | Barbie                        | nominace  | [ 101 ] |
| 2023 | St. Louis Film Critics Association                | Nejlepší herec ve vedlejší roli                 | Barbie                        | vítězství | [ 102 ] |
| 2023 | Toronto Film Critics Association                  | Nejlepší herec ve vedlejší roli                 | Barbie                        | vítězství | [ 103 ] |
| 2023 | UK Film Critics Association                       | Nejlepší herec ve vedlejší roli roku            | Barbie                        | vítězství | [ 104 ] |
| 2023 | Utah Film Critics Association                     | Nejlepší herecký výkon ve vedlejší roli, mužský | Barbie                        | nominace  | [ 105 ] |
| 2023 | Washington D.C. Area Film Critics Association     | Nejlepší herec ve vedlejší roli                 | Barbie                        | nominace  | [ 73 ]  |